# Frederic Doss
Frederic „Fred“ Doss (* 5. Mai 1977 in Joplin, Missouri) ist ein US-amerikanischer Schauspieler, Synchronsprecher, Filmproduzent und Drehbuchautor.

## Leben
Doss wurde am 5. Mai 1977 in Joplin geboren. Er debütierte 2007 in einer Nebenrolle im Blockbuster Transformers. Es folgten 2008 Episodenrollen in den Fernsehserien Breaking Bad und In Plain Sight – In der Schusslinie sowie mehrere kleinere Besetzungen in verschiedenen Kurz- und Spielfilmproduktionen. 2011 übernahm er mit der Rolle des Frank eine der Hauptrollen im Horrorfilm Humans vs Zombies. Als Synchronsprecher war er unter anderem 2012 in den Computerspielen Borderlands 2 und Borderlands 2: Captain Scarlet and Her Pirates Booty als Captain Blade zu hören. 2014 stellte er im Tierhorrorfilm Piranha Sharks die Rolle des Brody dar. Im selben Jahr übernahm er eine größere Rolle im Kurzfilm Amazin’ Grace, der auf mehreren Filmfestivals, unter anderen am 12. April 2014 auf dem Bare Bones Film Festival, am 23. April 2014 auf dem USA Film Festival, am 26. Februar 2015 auf dem Boomtown Film and Music Festival, am 27. Juni 2015 auf dem Lionshead Film Festival sowie am 13. Dezember 2015 auf dem Big As Texas Short Film Festival, gezeigt wurde.
Seit seinem Start als Schauspieler war Doss auch hinter der Kamera als Filmschaffender tätig. So fungierte er 2008 als Produzent für den Kurzfilm Expectations. 2010 folgten mit den Kurzfilmen Double Negative und Hank and Jim zwei weitere Tätigkeiten als Produzent. Er verfasste 2012 für den Kurzfilm G.I. Joe: Initiate das Drehbuch und führte zusätzlich Regie. Für den 2014 erschienenen Tierhorrorfilm Bigfoot Wars schrieb er ebenfalls das Drehbuch.

## Filmografie (Auswahl)

### Schauspiel
- 2007: Transformers
- 2008: Breaking Bad (Fernsehserie, Episode 1x05)
- 2008: The Price of the American Dream II
- 2008: Expectations (Kurzfilm)
- 2008: In Plain Sight – In der Schusslinie (In Plain Sight, Fernsehserie, Episode 1x04)
- 2008: Fool’s Gold (Kurzfilm)
- 2009: Coyote County Loser
- 2009: G.I. Joe – Geheimauftrag Cobra (G.I. Joe: The Rise of Cobra)
- 2010: Double Negative (Kurzfilm)
- 2010: Gruesome Hertzogg (Podcastserie)
- 2010: Hank and Jim (Kurzfilm)
- 2010: Boggy Creek
- 2011: Knife (Kurzfilm)
- 2011: Humans vs Zombies
- 2011: Lost Saints and Other Stories
- 2011: Family of Cannibals
- 2012: Against the Wall (Kurzfilm)
- 2012: Hope on the Airwaves (Kurzfilm)
- 2012: Z.A.T.F.I. (Kurzfilm)
- 2012: G.I. Joe: Initiate (Kurzfilm)
- 2012: Patient Zero
- 2012: Camera Phone
- 2012: Pot Zombies 2: More Pot, Less Plot
- 2013: Missing (Chariot)
- 2013: Hostage
- 2013: Devotion
- 2014: Bigfoot Wars
- 2014: Amazin’ Grace (Kurzfilm)
- 2014: Dead Sea
- 2014: A Time to Stand (Kurzfilm)
- 2014: Piranha Sharks
- 2016: Blood Sombrero
- 2016: Daylight’s End
- 2017: The Shadow People
- 2019: Midnight Devils
- 2021: Strix

### Synchronsprecher
- 2012: Borderlands 2 (Computerspiel)
- 2012: Borderlands 2: Captain Scarlet and Her Pirates Booty (Computerspiel)

### Filmschaffender
- 2008: Expectations (Kurzfilm; Produktion)
- 2010: Double Negative (Kurzfilm; Produktion)
- 2010: Hank and Jim (Kurzfilm; Produktion)
- 2012: G.I. Joe: Initiate (Kurzfilm; Produktion, Drehbuch)
- 2014: Bigfoot Wars (Drehbuch)